# マーケット島

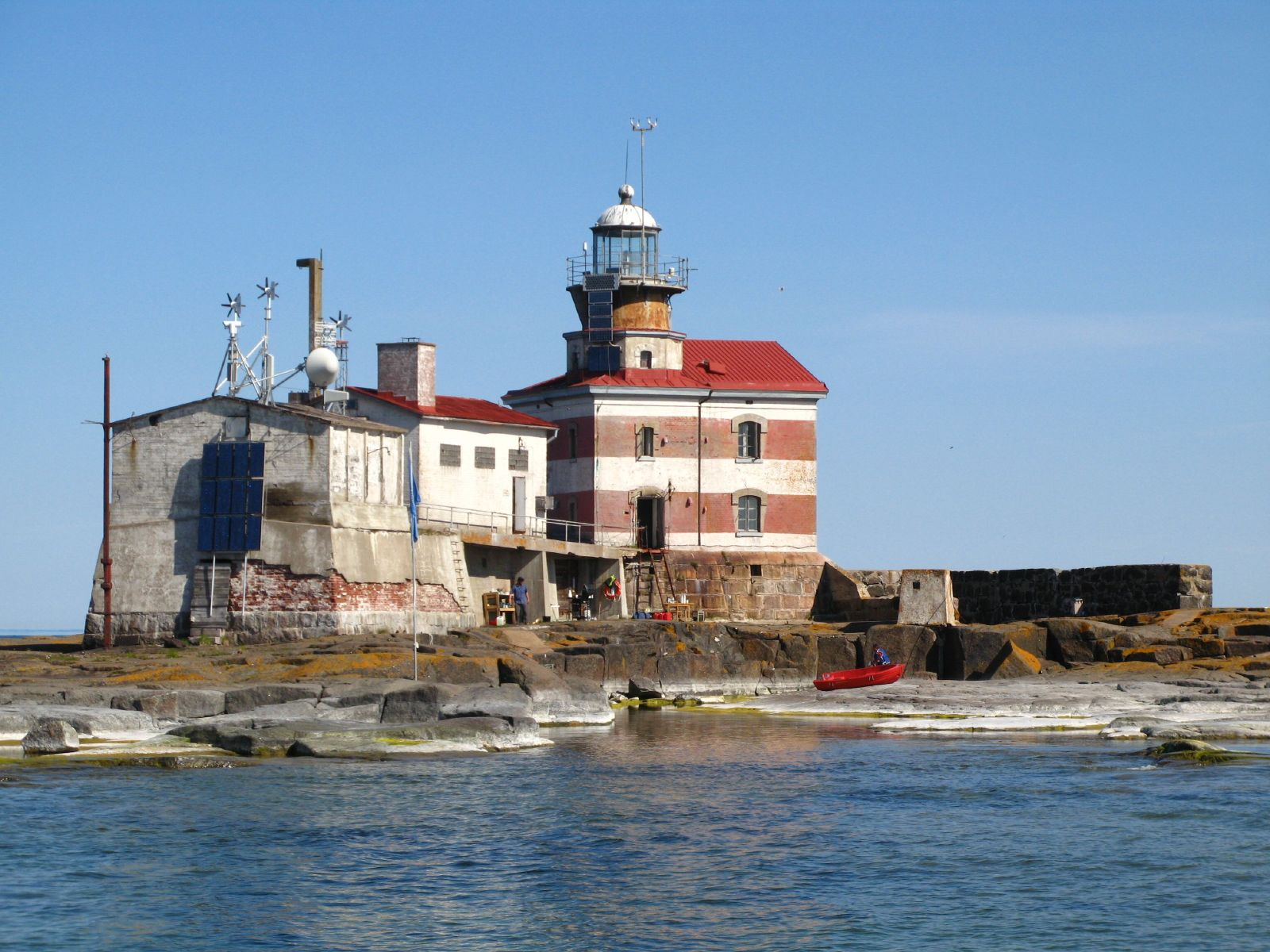
マーケット島の灯台

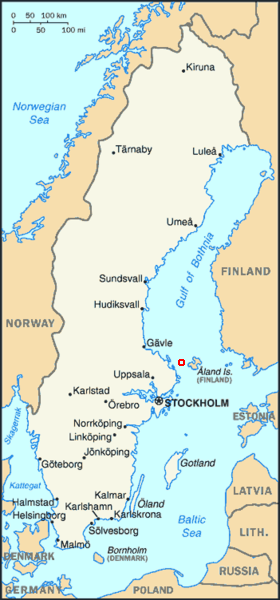
マーケット島の位置

マーケット島（マーケットとう、スウェーデン語: Märket）は、スウェーデンとフィンランドを隔てるボスニア湾の中央に位置するオーランド諸島とスウェーデンの中間にある岩礁で、スウェーデンとフィンランドで分割している。標高は2メートル足らず、面積わずか3.3ヘクタールである。
島は渡り鳥の繁殖地、中継地、越冬地であり、絶滅危惧種のオジロワシとニシセグロカモメが生息している。また、付近の海域には豊かなビオトープがあり、200頭以上のワモンアザラシとハイイロアザラシが生息している。1974年にフィンランド領は近隣のシグニルヒャル島と共にラムサール条約登録地となった。
島にフィンランド領の灯台があるが、1976年に自動化されたため、現在は無人島。しばしばアマチュア無線の愛好者が島で交信をするために上陸している。

## 歴史
フィンランドは12世紀からスウェーデンの属領だったが、1808年にロシア帝国がスウェーデンを攻撃し、翌年のフレデリクスハムンの和約でフィンランドはロシアへ割譲されることになった。こうしてオーランド諸島とスウェーデン本土との間に国境線が引かれることになり、ちょうど中間にあったマーケット島を横切ることになった。具体的に島のどこを国境線が通っているのかは曖昧なのに、ロシアは1885年に灯台を建てた。
1918年にフィンランドはロシアから独立し、マーケット島の灯台はフィンランドが引き継いだが、後に島の中心点を境に具体的な国境とすることが決まると、灯台は中心点よりもスウェーデン側に位置していることが問題になった。結局1985年に改めて国境線が引き直され、島のスウェーデン寄りにあった灯台をフィンランド領にする代わりに、フィンランド寄りの同じ面積の土地をスウェーデン領にすることにした。